# Intermedia Films
Intermedia Films är ett brittiskt filmbolag, ägt av tyska IM Internationalmedia AG, som bland annat har varit med och givit ut Terminator 3: Rise of the Machines.

## Filmografi (urval)
- 2009 – Terminator Salvation
- 2006 – World Trade Center
- 2006 – Basic Instinct 2
- 2004 – Alexander
- 2004 – En president i stan
- 2003 – Terminator 3: Rise of the Machines
- 2002 – Den stillsamme amerikanen
- 2001 – K-PAX
- 2001 – Bröllopsfixaren
- 2001 – Enigma
- 1998 – Sliding Doors